# ウラル・アレクシス・ジョンソン

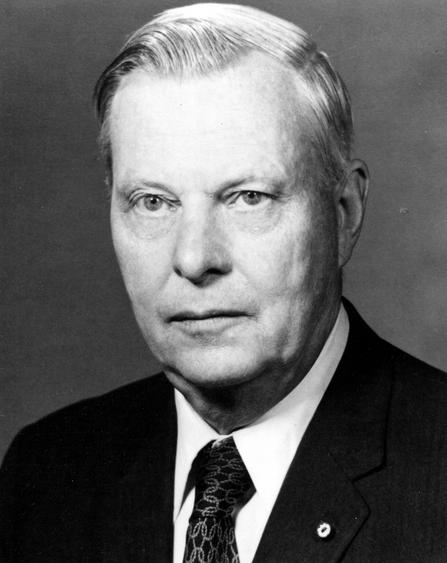
ウラル・アレクシス・ジョンソン (1970)

U・アレクシス・ジョンソン（Ural Alexis Johnson、1908年10月17日 - 1997年3月24日）はアメリカ合衆国の外交官。駐チェコスロヴァキア大使、駐タイ大使、駐日アメリカ合衆国大使、政治担当国務次官などを歴任した。ファーストネームは「ユーラル」(Ural) だったが、本人は一貫してセカンドネームの「アレクシス」を用いていた。

## 来歴
カンザス州ファルーン出身。1931年オクシデンタル・カレッジ卒業。ジョージタウン大学での研修期間を経て、国務省に入省。日本語を専攻し、1935年に語学研修のため初訪日。日本統治下の各地を転任した後、奉天副領事として太平洋戦争の開戦を迎え、1942年帰国する。
終戦後は占領軍司令部勤務を経て、1947年より横浜総領事。1949年から1951年まで北東アジア部次長、1951年2月4日より北東アジア部長、1951年11月30日から1953年まで極東担当国務次官補代理。朝鮮戦争の休戦交渉に従事した後の1953年10月、駐チェコスロヴァキア大使に抜擢され、1955年から1958年までジュネーヴで開催された米中大使級会談の米国代表を担当した。
1960年代は各地での大使館勤務、ケネディー、ジョンソン両政権下で国務省本省の政治担当国務副次官補、政治担当国務副次官などを歴任。1965年3月にはサイゴンで暗殺未遂事件に遭遇している。1966年7月25日、 エドウィン・ライシャワー大使の後任として駐日大使に指名され、11月8日に日本政府に信任される。当時は局長級の次官補が各国大使に補任されるのが一般的だった中で、異例といえる副次官経験者の就任だった。
駐日大使時代は、経済大国としての地位を確立しつつあった日本との関係調整にあたり、小笠原諸島返還、沖縄返還の実務レベルでの交渉に努力した。生え抜きの外交官として「静かなる外交」の実行者を自認したが、同時にライシャワー時代に促進された大使館レベルでの日米の知的交流を維持することにも注意した。
1969年1月、ニクソン政権で政治担当国務次官に就任。国務省における生え抜き外交官のトップとして、ホワイトハウス主導の外交政策を意図したヘンリー・キッシンジャー国家安全保障問題担当大統領補佐官との間で激しい権限争いを行なったといわれる。同時にキッシンジャーは、国務省きっての日本専門家であるジョンソンに一目置き、対日政策のブレーンのように扱ってもいた。
1973年2月から1977年1月まで第二次戦略兵器制限交渉 (SALT2) 米国代表を務めたのち、国務省を退職。1984年2月には日本政府より勲一等旭日大綬章を授与された。1997年3月24日、肺炎で死去。
日本専門家で、日本との関係は緊密だったが、回想録で「日本を敬服するが、日本に恋をしたことはない」と記しているように、ライシャワーとは違って日本とは一定の距離を保っていた。その一方で、ニクソンとキッシンジャーによる「頭越し」の米中接近には、日米両国の信頼関係と国益を損なうとして批判的だった。
トルーマン、ケネディー、ジョンソンの各大統領図書館にはオーラル・ヒストリーとして収録された彼のインタビューが収蔵されている。

## 略歴
- 1937年： 在京城副領事（-1939年）
- 1939年： 在天津副領事
- 1940年： 在奉天副領事（-1941年）
- 1942年： 在リオデジャネイロ副領事（-1944年）
- 1945年： 在マニラ総領事（-1946年）
- 1946年： 在日連合軍横浜司令部政治顧問（-1947年）
- 1947年： 在横浜総領事（-1949年）
- 1949年： 国務省北東アジア部次長（-1951年）
- 1951年： 同部長
- 1951年： 極東担当国務副次官補（-1952年）
- 1953年： 駐チェコスロバキア大使（-1957年）
- 1958年： 駐タイ大使（兼東南アジア条約機構米国代表、-1961年）
- 1961年： 政治担当国務副次官補（-1964年）
- 1964年： 駐南ベトナム次席大使（-1965年）
- 1965年： 政治担当国務副次官（-1966年）
- 1966年： 駐日本国大使（-1969年）
- 1969年： 政治担当国務次官（-1973年）
- 1973年： 無任所大使・第二次戦略兵器制限交渉 (SALT2) 交渉代表（-1977年）

## 著書

### 共著
- The Right Hand of Power: The Memoirs of an American Diplomat,  with Jef Olivarius McAllister, （Prentice-Hall, 1984）.

増田弘訳『ジョンソン米大使の日本回想――二・二六事件から沖縄返還・ニクソンショックまで』（草思社, 1989年, 日本関係部分のみを抄訳したもの）

### 共編著
- The Common Security Interests of Japan, the United States, and NATO, (Ballinger Pub. Co. 1981).
- China Policy for the Next Decade: Report of the Atlantic Council's Committee on China Policy, co-edited with George R. Packard, Alfred D. Wilhelm, Jr , (Oelgeschlager, Gunn & Hain, 1984).